# Миличевич, Любо
Любо Миличевич (хорв. Ljubo Miličević; род. 13 февраля 1981, Мельбурн) — австралийский футболист, игравший на позиции центрального защитника.

## Клубная карьера

### Начало карьеры и зарубежье
Профессиональную карьеру начал в 1998 году в клубе «Мельбурн Найтс», за который сыграл 1 матч в Национальной футбольной лиге. В следующем году он перешёл в «Перт Глори», где смог в дебютном матче отличиться забитым голом и достичь Гранд-финала Национальной футбольной лиги в 2000 году. Серьезная травма в первом матче молодёжного чемпионата мира 2001 в Аргентине помешала переходу Миличевича в немецкую «Герту». Позже он отправился в Швейцарию, где играл за «Цюрих», «Базель», «Тун» и «Янг Бойз». В последних двух был капитаном в матчах швейцарской Суперлиги и еврокубков.

### Мельбурн Виктори
20 февраля 2007 года было объявлено, что Миличевич подписал контракт с действующим чемпионом A-лиги «Мельбурн Виктори». Вызвал интерес со стороны таких хорватских клубов, как «Хайдук» и загребское «Динамо». Его выступление за клуб из Мельбурна было омрачено долгосрочной травмой колена, которую он получил в день открытия сезона. 22 февраля 2008 года его контракт с «Мельбурн Виктори» был расторгнут по обоюдному согласию.

### Ньюкасл Юнайтед Джетс
4 февраля 2009 года он подписал однолетний контракт с «Ньюкасл Юнайтед Джетс».
Несмотря на поражение от «Бэйцзин Гоань» в азиатской Лиги чемпионов со счётом 0:2, Миличевич сыграл главную роль в следующем матче против «Ульсан Хёндэ», в котором помог вратарю Анте Човичу отстоять ворота, а команде в первый раз за 14 матчей. 18 марта 2010 года Миличевич продлил контракт ещё на один год, став капитаном клуба и приведя команду к лучшему оборонительному показателю в том сезоне A-лиги.

### Свободный агент и «Саут Мельбурн»
12 января 2011 года было объявлено, что Миличевич не собирается повторно продлевать контракт и уехал в Швейцарию, где пошёл на просмотр в «Базель». Но контракт с «красно-синими» не был согласован. Также не был согласован с немецким клубом «Арминией». В марте 2011 года он подписал краткосрочный контракт с «Саут Мельбурн», чтобы потом вернуться в Европу в начале сезона 2011/12.

### «Хайдук» Сплит
8 июня 2011 года было объявлено, что Миличевич подписал контракт с «Хайдуком» из Сплита. После борьбы с травмами в течение первой половины сезона, Миличевич и «Хайдук» договорились о расторжение договора, в результате чего Любо стал свободным агентом.

### «Перт Глори»
19 августа 2013 Миличевич объявил, что согласился играть за «Перт Глори», но 3 октября того же года он покинул клуб, как раз перед началом сезона 2013/14.

## Клубная статистика
| Сезон   | Дивизион | Клуб                  | Страна         | Матчи | Голы |
| ------- | -------- | --------------------- | -------------- | ----- | ---- |
| 1998/99 | Д1       | Мельбурн Найтс        | Флаг Австралии | 1     | 0    |
| 1999/00 | Д1       | Перт Глори            | Флаг Австралии | 8     | 2    |
| 2000/01 | Д1       | Перт Глори            | Флаг Австралии | 21    | 1    |
| 2002/03 | Д1       | Базель                | Флаг Швейцарии | 2     | 0    |
| 2003/04 | Д1       | Тун                   | Флаг Швейцарии | 16    | 2    |
| 2004/05 | Д1       | Тун                   | Флаг Швейцарии | 14    | 1    |
| 2005/06 | Д1       | Тун                   | Флаг Швейцарии | 26    | 1    |
| 2006/07 | Д1       | Янг Бойз              | Флаг Швейцарии | 12    | 0    |
| 2007/08 | Д1       | Мельбурн Виктори      | Флаг Австралии | 2     | 0    |
| 2009/10 | Д1       | Ньюкасл Юнайтед Джетс | Флаг Австралии | 24    | 0    |
| 2010/11 | Д1       | Ньюкасл Юнайтед Джетс | Флаг Австралии | 19    | 0    |
| 2011/12 | Д1       | Хайдук (Сплит)        | Флаг Хорватии  | 5     | 0    |

## Карьера в сборной
Миличевич был капитаном молодёжной сборной Австралии на молодёжном чемпионате мира 2001 в Аргентине.
Дебют за национальную сборную Австралии состоялся в марте 2005 года в матче против сборной Индонезии. Был включен в состав на Кубок конфедераций 2005 в Германии, где сыграл во всех 3 матчах сборной на турнире. Всего Миличевич сыграл 8 матчей за сборную.

### Статистика
| Сборная Австралии | Сборная Австралии | Сборная Австралии |
| Год               | Матчи             | Голы              |
| ----------------- | ----------------- | ----------------- |
| 2005              | 5                 | 0                 |
| 2006              | 3                 | 0                 |
| Итог              | 8                 | 0                 |